# Château de Praisnaud
Le château de Praisnaud, est situé sur la commune d'Ambernac, en Charente.

## Historique
Le château de Praisnaud demeure de la famille Babaud, est mentionné au XVIe siècle. L'arc d'entrée est daté 1777.
L'ensemble des bâtiments, logis, tour, grange, cour, communs ont été inscrits monument historique le 26 octobre 2004.
Il possède une imposante fuie ronde, signe que le seigneur du lieu avait droit de haute et basse justice.
En 1935, le château était acheté par le comédien Noël-Noël, dont l'épouse était originaire d'Ambernac, et qui l'a restauré.

## Architecture
Le château se compose d'un logis rectangulaire flanqué de deux tours en diagonale, surmontées de toits coniques. La tour ouest serait un vestige d'une construction du XVIe siècle alors que la tour est est datée du XIXe siècle. Les toitures sont de tuiles plates.

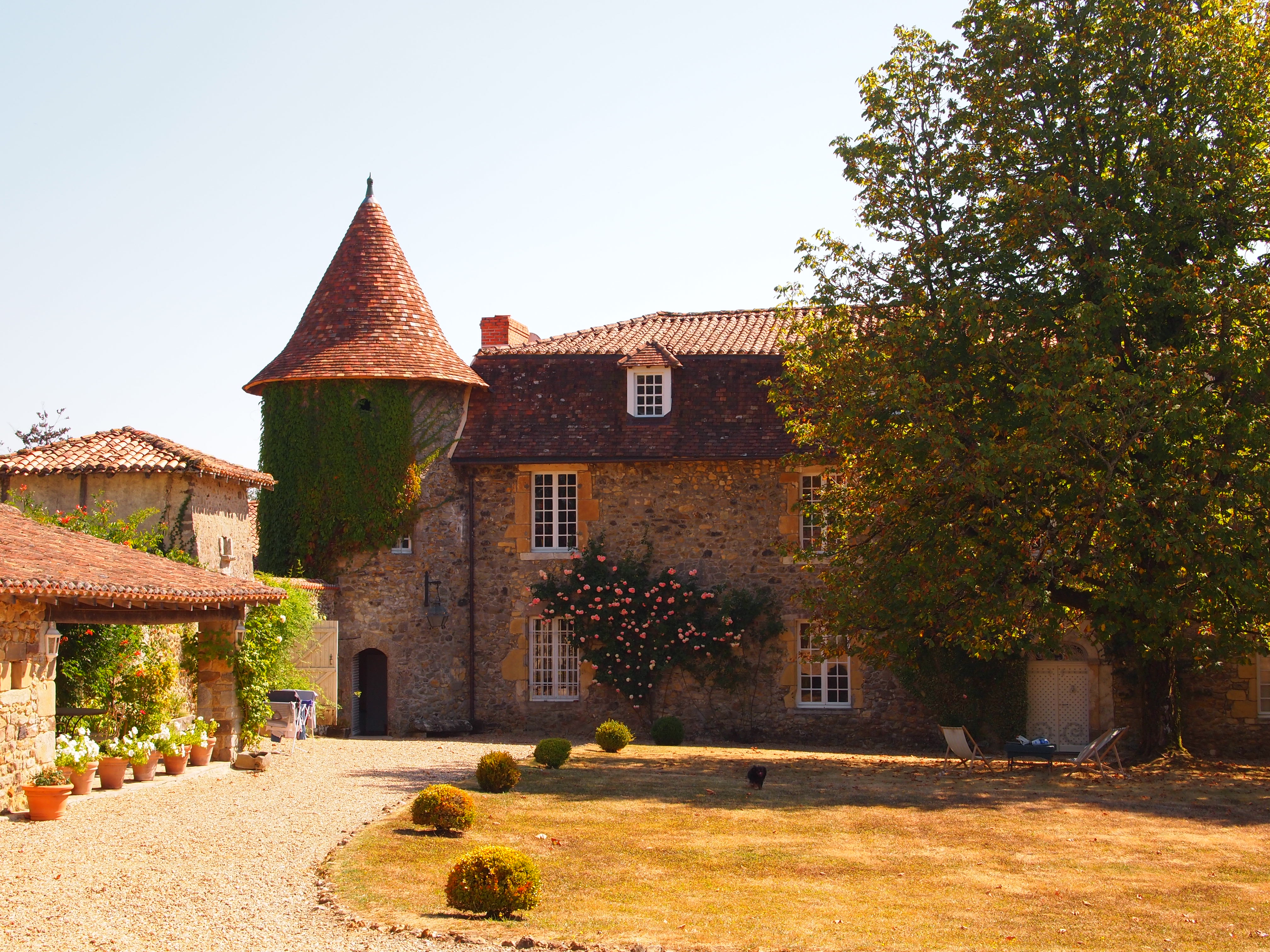
Façade du château de Praisnaud.